# Рузервілл (Пенсільванія)
Рузервілл (англ. Rouzerville) — переписна місцевість (CDP) в США, в окрузі Франклін штату Пенсільванія. Населення — 903 особи (2020).

## Географія
Рузервілл розташований за координатами 39°44′3″ пн. ш. 77°31′41″ зх. д. / 39.73417° пн. ш. 77.52806° зх. д. (39.734134, -77.527996).  За даними Бюро перепису населення США в 2010 році переписна місцевість мала площу 1,69 км², уся площа — суходіл.

## Демографія
Згідно з переписом 2010 року, у переписній місцевості мешкало 917 осіб у 380 домогосподарствах у складі 262 родин. Густота населення становила 542 особи/км².  Було 408 помешкань (241/км²).
Расовий склад населення:
| - 98,4 % — білих - 0,7 % — чорних або афроамериканців - 0,1 % — корінних американців |

До двох чи більше рас належало 0,8 %. Частка іспаномовних становила 2,3 % від усіх жителів.
За віковим діапазоном населення розподілялося таким чином: 20,6 % — особи молодші 18 років, 64,1 % — особи у віці 18—64 років, 15,3 % — особи у віці 65 років та старші. Медіана віку мешканця становила 43,0 року. На 100 осіб жіночої статі у переписній місцевості припадало 101,1 чоловіків;  на 100 жінок у віці від 18 років та старших — 101,7 чоловіків також старших 18 років.
Середній дохід на одне домашнє господарство  становив 68 960 доларів США (медіана — 47 663), а середній дохід на одну сім'ю — 76 933 долари (медіана — 48 261). Медіана доходів становила 42 372 долари для чоловіків та 28 202 долари для жінок. За межею бідності перебувало 0,5 % осіб, у тому числі 0,0 % дітей у віці до 18 років та 0,0 % осіб у віці 65 років та старших.
Цивільне працевлаштоване населення становило 506 осіб. Основні галузі зайнятості: освіта, охорона здоров'я та соціальна допомога — 26,1 %, виробництво — 20,0 %, науковці, спеціалісти, менеджери — 9,9 %, будівництво — 8,1 %.